# Atypena thailandica
Atypena thailandica är en spindelart som beskrevs av Alberto Barrion och James A. Litsinger 1995. Atypena thailandica ingår i släktet Atypena och familjen täckvävarspindlar.
Artens utbredningsområde är Thailand. Inga underarter finns listade.